# Ettore Cunial
Ettore Cunial (Possagno, 16 novembre 1905 – Castelfranco Veneto, 6 ottobre 2005) è stato un arcivescovo cattolico italiano.

## Biografia
Ettore Cunial nacque a Possagno il 16 novembre 1905. Era cugino di monsignor Antonio Cunial, vescovo di Lucera dal 1963 al 1970 e vescovo di Vittorio Veneto dal 1970 al 1982.

### Formazione e ministero sacerdotale
Dopo gli studi elementari presso l'Istituto Cavanis "Collegio Canova" di Possagno, entrò nel seminario vescovile di Treviso per gli studi per il sacerdozio.
Il 7 luglio 1929 fu ordinato presbitero nella chiesa di San Nicolò a Treviso da Andrea Giacinto Longhin. Poco dopo venne nominato cappellano della parrocchia di Mogliano Veneto e poi di quella di San Donà di Piave. Monsignor Longhin, seguendo il consiglio di don Pietro Pavan, chiese a don Ettore di trasferirsi a Roma dove immediatamente gli fu affidata la cura pastorale dell'Agro romano. È qui che affrontò i veri problemi della società, soprattutto la povertà. In seguito affermò che quest'esperienza cambiò profondamente il suo carattere. Intervistato in occasione del cinquantesimo anniversario della sua ordinazione episcopale ricordò: "Abbiamo usato una scuderia per celebrare la messa, tutti avevano bisogno di soldi e cibo".
Dopo quattro anni come rettore del Pontificio Seminario Romano Minore, nel 1938 il cardinale Francesco Marchetti Selvaggiani, vicario generale di Sua Santità per la diocesi di Roma, lo nominò parroco di Santa Lucia alla Circonvallazione Clodia, nella zona di Prati, una parrocchia di recente costituzione. Aveva in cura 20 000 residenti a cui dedicò tutte le sue energie, principalmente fondando quattro organizzazioni caritative al fine di aiutare il suo popolo. Ancora oggi i residenti si riferiscono a lui con affetto come "don Ettore". Durante la seconda guerra mondiale nascose nei locali della chiesa ebrei e ricercati, aiutato da Vittorio Tredici poi insignito del titolo di giusto tra le nazioni. Tra 1940 e 1942 è ospitato in parrocchia il giovane sacerdote don Duilio Mengozzi, della Diocesi di Sansepolcro, studente nella Pontificia Università Gregoriana, anch'egli  giusto tra le nazioni per aver messo in salvo alcuni ebrei nella sua diocesi nel 1944.

### Ministero episcopale

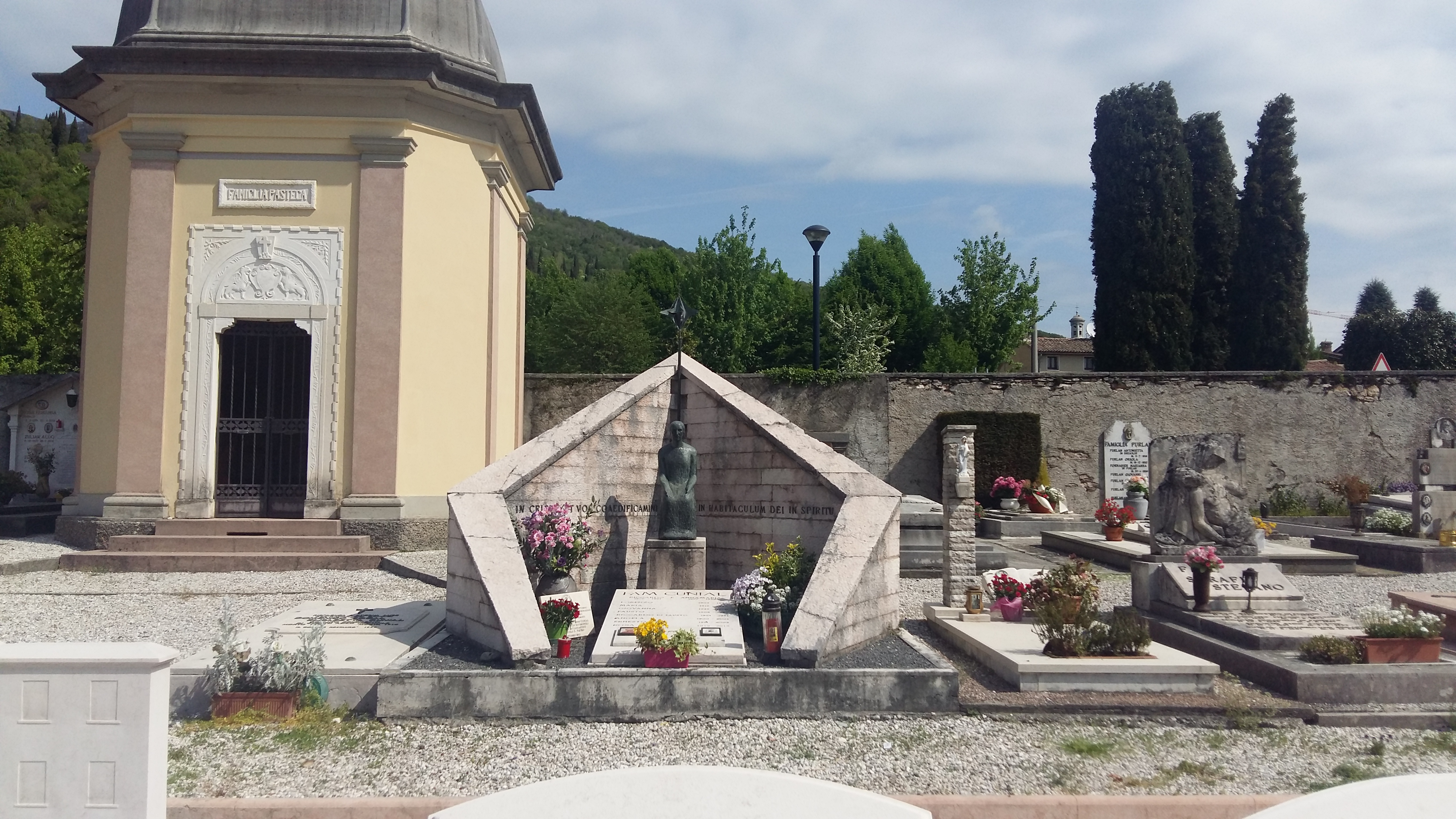
Tomba di monsignor Ettore Cunial nel cimitero comunale di Possagno.

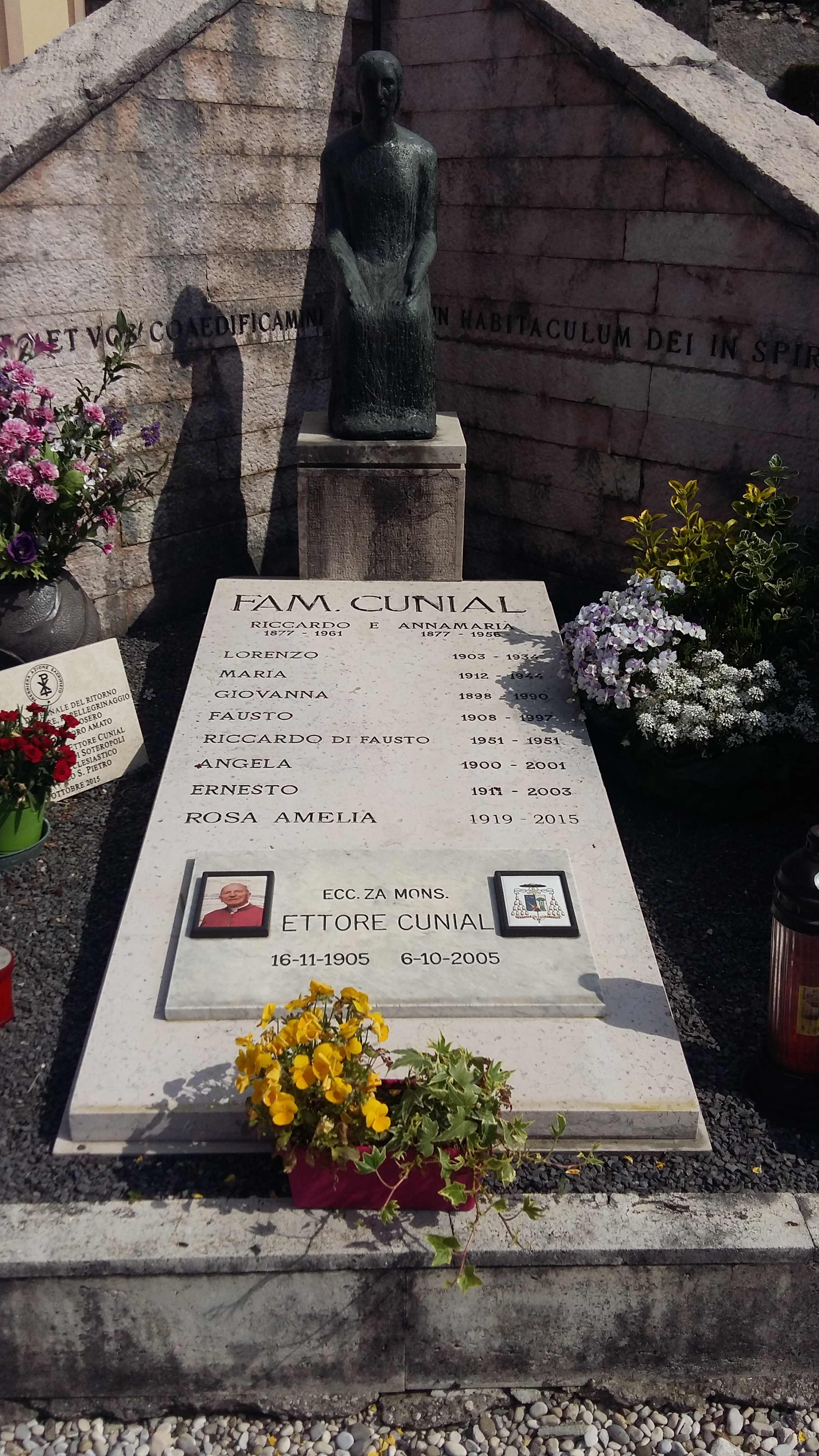
Dettaglio della tomba di monsignor Ettore Cunial nel cimitero comunale di Possagno.

L'11 aprile 1953 papa Pio XII lo nominò secondo vicegerente della diocesi di Roma e arcivescovo titolare di Soteropoli. Ricevette l'ordinazione episcopale il 17 maggio successivo dal cardinale Clemente Micara, vicario generale di Sua Santità per la diocesi di Roma, co-consacranti il vescovo di Treviso Antonio Mantiero e l'arcivescovo vicegerente Luigi Traglia.
Come arcivescovo il 16 marzo 1957 conferì l'ordinazione presbiterale al futuro cardinale José Saraiva Martins.
Inoltre il 30 ottobre 1955 conferì l'ordinazione presbiterale a padre Stefano Maria Manelli, F.I., fondatore dei Frati francescani dell'Immacolata.
Partecipò a tutte le sessioni del Concilio Vaticano II. Il 28 marzo 1960 papa Giovanni XXIII lo nominò arcivescovo vicegerente.
Monsignor Cunial nutrì affetto per tutta la vita per gli scout di Roma. Dal 1954 fu assistente ecclesiastico dell'Associazione scouts cattolici italiani (ASCI) e dal 1961 assistente ecclesiastico generale della Conferenza internazionale cattolica dello scautismo. Nel corso degli anni visitò le associazioni e organizzò diversi viaggi e seminari sul tema dello scautismo in tutta Italia.
Il 19 dicembre 1972 papa Paolo VI accettò la sua rinuncia all'incarico. Il 23 dicembre 1975 lo stesso pontefice lo nominò vice camerlengo della Camera Apostolica.
Il 23 ottobre 2004 papa Giovanni Paolo II accettò la sua rinuncia all'incarico per raggiunti limiti d'età.  
Monsignor Cunial fu anche assistente ecclesiastico del Circolo San Pietro dal 1973 al 2005 e canonico della basilica di San Pietro in Vaticano.
Il 3 febbraio 2005, alla morte del cardinale Corrado Bafile, divenne il vescovo cattolico vivente più anziano. Nel giugno successivo lasciò Roma e ritornò nella nativa Possagno dove vivevano alcuni nipoti. Prese residenza nel locale collegio dei padri Cavanis.
Morì improvvisamente all'ospedale di Castelfranco Veneto la sera del 6 ottobre 2005, solamente sei settimane prima del suo centesimo compleanno. Le esequie si tennero domenica 9 ottobre alle ore 15.30 nel Tempio Canoviano di Possagno e furono presiedute dal vescovo di Treviso Andrea Bruno Mazzocato. Presenti tra i fedeli anche molti "suoi" ragazzi scout che amò molto e per cui lavorò duramente. È sepolto nella tomba di famiglia nel cimitero comunale di Possagno.

## Genealogia episcopale
La genealogia episcopale è:
- Cardinale Scipione Rebiba
- Cardinale Giulio Antonio Santori
- Cardinale Girolamo Bernerio, O.P.
- Arcivescovo Galeazzo Sanvitale
- Cardinale Ludovico Ludovisi
- Cardinale Luigi Caetani
- Cardinale Ulderico Carpegna
- Cardinale Paluzzo Paluzzi Altieri degli Albertoni
- Papa Benedetto XIII
- Papa Benedetto XIV
- Papa Clemente XIII
- Cardinale Marcantonio Colonna
- Cardinale Giacinto Sigismondo Gerdil, B.
- Cardinale Giulio Maria della Somaglia
- Cardinale Carlo Odescalchi, S.I.
- Vescovo Eugène de Mazenod, O.M.I.
- Cardinale Joseph Hippolyte Guibert, O.M.I.
- Cardinale François-Marie-Benjamin Richard de la Vergne
- Cardinale Pietro Gasparri
- Cardinale Clemente Micara
- Arcivescovo Ettore Cunial